# Zonale Plansprache
Eine zonale Plansprache ist eine konstruierte Sprache, die die Kommunikation zwischen Sprechern einer Gruppe von verwandten Sprachen erleichtern soll. Im Gegensatz zu internationalen Plansprachen wie Esperanto und Volapük sind zonale Plansprachen nicht auf die Funktion als weltweites Kommunikationsmittel ausgerichtet, sondern nur für eine bestimmte Volksgruppe. Deshalb besteht ihr Hauptzweck darin, für die Sprecher ihrer Ausgangssprachen verständlich zu sein, und gelten die traditionellen Ansprüche der Neutralität und Einfachheit, die für die Welthilfssprachen typisch sind, nicht, obwohl ein gewisses Maß an Vereinfachung trotzdem nicht unmöglich ist.
Verwandte Konzepte sind die Koinesprachen, Dialekte, die sich auf natürliche Weise als Kommunikationsmittel zwischen Sprechern unterschiedlicher Mundarten einer Sprache herausbilden, und die Dachsprachen, Sprachvarianten, die als Standardsprache für andere, manchmal nicht miteinander verständliche Dialekte dienen. Der Unterschied besteht darin, dass eine zonale Plansprache in der Regel eine Mischung aus mehreren natürlichen Sprachen ist und als Kommunikationsmittel für die Sprecher verschiedener, aber verwandter Sprachen derselben Familie dienen soll. Ähnlich wie bei wiederbelebten Sprachen wie Neuhebräisch und Kornisch wurden zonale Hilfssprachen auch als Verteidigung gegen die Auswirkungen der wachsenden Hegemonie des Englischen auf andere Kulturen oder als Mittel zur Förderung eines Gefühls von Ethnizität oder Gemeinschaft vorgeschlagen.
Die größte Gruppe unter den zonalen Plansprachen sind mit Abstand die panslawischen Plansprachen. Ein bekanntes Beispiel ist die Interslawische Sprache, die sich in den letzten Jahren zum erfolgreichsten Beispiel aller zonalen Plansprachen entwickelt hat. Bekannte Vertreter dieses Typs stellen außer den panslawischen die pangermanischen, panromanischen und panafrikanischen Sprachen (wie z. B. Afrihili) dar.